# Гуттунг
Гуттунг (или Суттунг) — в германо-скандинавской мифологии великан, сын Гиллинга.

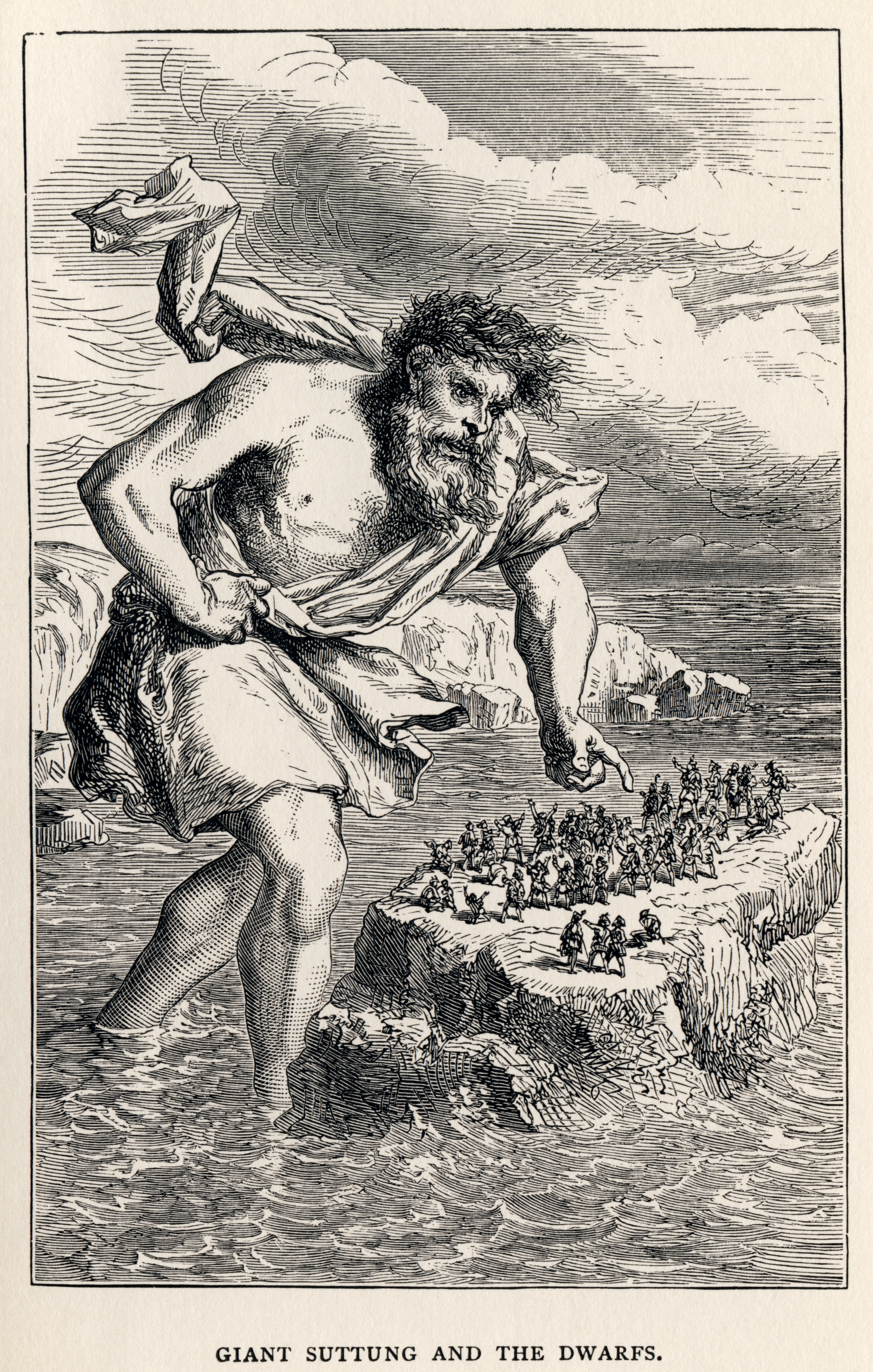
Гуттунг и гномы

Гуттунг искал своего отца и стал свидетелем его убийства братьями-гномами Фьяларом и Галаром. Великан хотел отомстить гномам за отца, но те откупились «мёдом поэзии». Гуттунг забрал напиток и спрятал его в центре горы, а свою дочь, Гуннлед, посадил охранять.
Узнав о напитке, Один решил отведать «мёд». Он работал на Бауги, брата Гуттунга, целое лето, чтобы получить помощь в добыче волшебного напитка. Бауги пробуравил гору, а Один, приняв обличье змеи, проскользнул в неё. Перед Гуннлед он появился красивым юношей и очаровал её. Он согласился провести с ней три дня за три глотка напитка. По истечении трех дней Один в три глотка выпил все запасы «мёда» и, превратившись в большого орла, улетел. Гуттунг пытался догнать похитителя, но Один успел долететь до Асгарда, оставляя Гуттунга ни с чем. 